# Велифер
Велифер (лат. Velifer hypselopterus) — вид лучепёрых рыб монотипического рода Velifer семейства велиферовых .
Распространены в Индийском океане в прибрежных водах Мадагаскара, Индии, Индонезии, северо-западной Австралии и в Арафурском море; в западной части Тихого океана встречаются у берегов Вьетнама и Японии. Обитают на континентальном шельфе на глубине до 110 м.
Тело высокое, сжатое с боков. Спинной и анальный плавники длинные и высокие. В спинном плавнике 1—2 жёстких лучей и 33—34 мягких лучей. В анальном плавнике один жёсткий и 24—25 мягких лучей. Характерной особенностью вида, как и других представителей семейства велиферовых, является способность втягивать передние лучи спинного и анального плавников в специальные углубления. В брюшном плавнике 8 лучей  .
Максимальная длина тела 40 см.